# گذر کهنه دژ
گذر کهنه دژ مربوط به دوران‌های تاریخی پس از اسلام است و در سمنان، محله ناسار، بازار شیخ علا الدوله واقع شده و این اثر در تاریخ ۱۰ مهر ۱۳۸۰ با شمارهٔ ثبت ۴۰۲۲ به‌عنوان یکی از آثار ملی ایران به ثبت رسیده است.